# Holyn
Holyn (ukrainisch Голинь;  russisch Голынь, polnisch Hołyn) ist ein Dorf im Norden der ukrainischen Oblast Iwano-Frankiwsk mit etwa 5200 Einwohnern (2012).

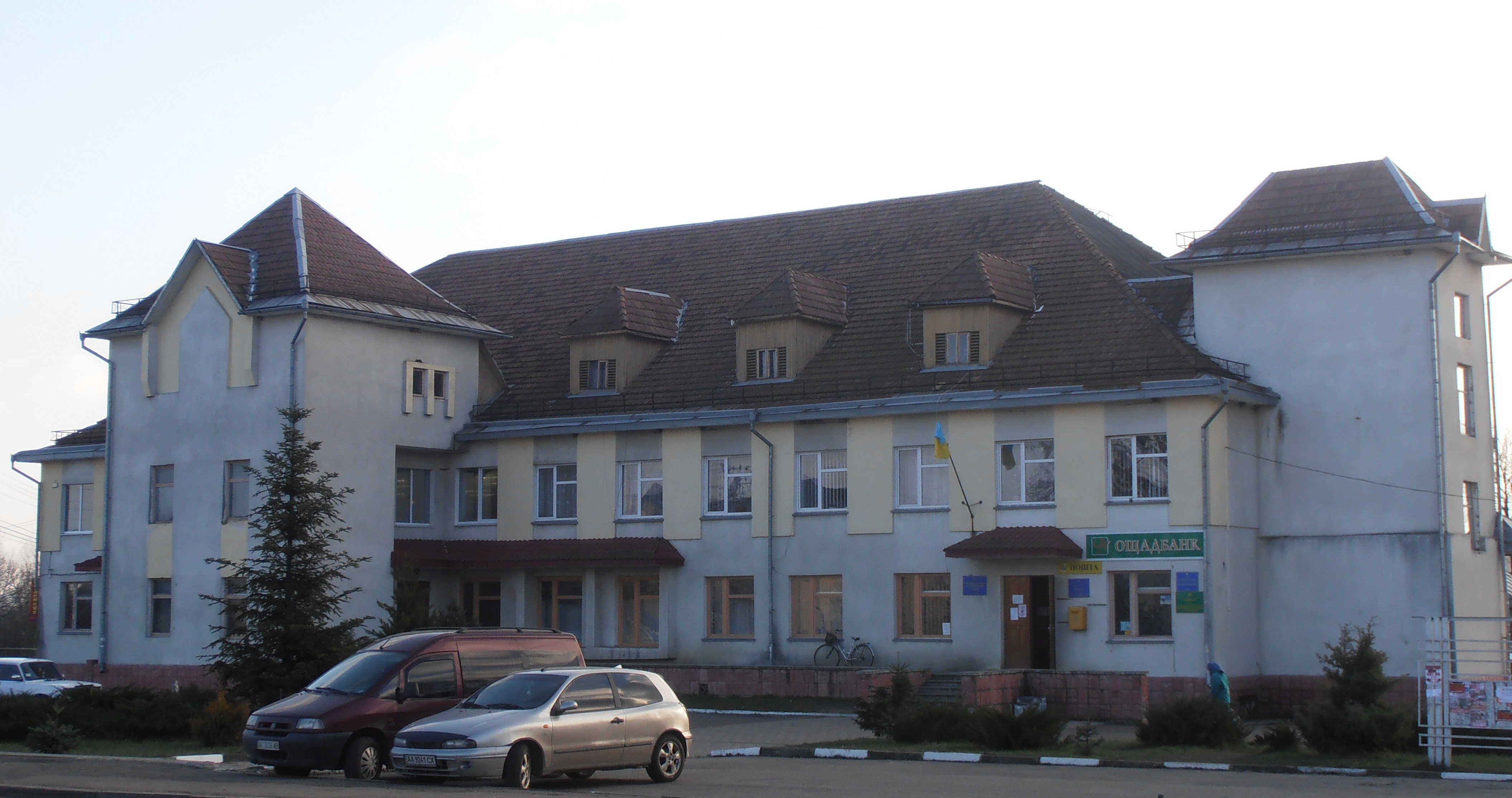
Verwaltungs- und Kulturhaus im Ort

Orthodoxe Holzkirche un Holyn

Das erstmals 1391 schriftlich erwähnte Dorf liegt in der historischen Landschaft Galizien etwa 40 km nordwestlich vom Oblastzentrum Iwano-Frankiwsk am Ufer der Sywka (Сівка), einem 79 km langen, rechten Nebenfluss des Dnister und am  Ufer der Tschetschwa (Чечва), einem 52 km langen, linken Nebenfluss der Limnyzja.
Holyn befindet sich an der Fernstraße N 10 zwischen Broschniw-Ossada 5 km im Westen und dem Rajonzentrum Kalusch 13 km im Osten und besitzt eine Bahnstation an der Bahnstrecke Stryj–Iwano-Frankiwsk.
In der Umgebung von Holyn gibt es zahlreiche Kaliumsalzvorkommen, aufgrund derer 1961 die Mine „Holyn“ ihre Arbeit aufnahm.
Am 12. Juni 2020 wurde das Dorf ein Teil der neu gegründeten Stadtgemeinde Kalusch im Rajon Kalusch, bis dahin bildete es die gleichnamige Landratsgemeinde Holyn (Голинська сільська рада/Holynska silska rada) im Nordwesten des Rajons.

## Söhne und Töchter der Ortschaft
- Tetjana Ljachowytsch (* 20. Mai 1979), Speerwerferin und Olympiateilnehmerin